# Gigi D'Alessio
Luigi D'Alessio, más conocido como Gigi D'Alessio (Nápoles, 24 de febrero de 1967), es un cantautor y compositor italiano.
En el transcurso de su carrera ha vendido alrededor de 20 millones de discos, consiguiendo 1 disco de diamante y más de 100 discos de platino, además de numerosos premios, entre ellos el reconocimiento al mejor álbum NIAF.

## Carrera musical
Sus inicios

D'Alessio nació en Nápoles el 24 de febrero de 1967, el último de tres hijos, ya de pequeño comienza a escribir y componer música. Durante su infancia recibe algunas clases de acordeón regaladas por su padre. Comienza desde muy joven a estudiar piano de forma autodidacta y asiste a algunas lecciones de solfeo. A los 10 años entra en el conservatorio, llegando al quinto año de estudio antes de abandonarlo. En este periodo recibe también algunas clases privadas de guitarra, batería y órgano.
La década de los 90

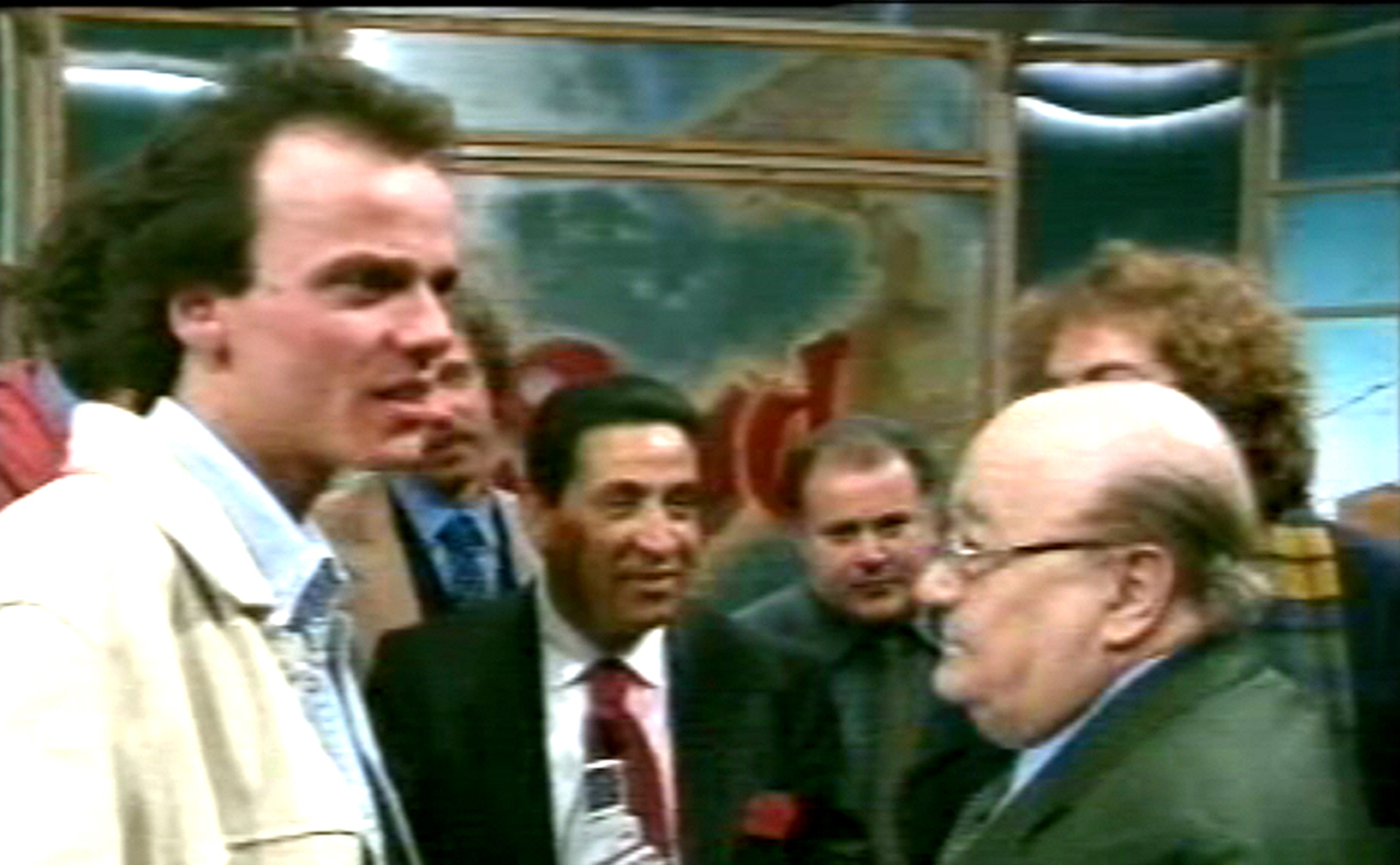
Gigi D'Alessio, Mario Trevi, Aurelio Fierro (1998)

Participa en fiestas patronales, comuniones y bodas actuando como pianista y cantante. Se convierte en el pianista oficial de Mario Merola, al que le dedica la canción Cient'anne (“ Cien Años”) escrita con Vincenzo D'Agostino e interpretada con el propio Merola. Se publica su primer álbum Lasciatemi cantare (1992) (“Dejadme cantar”), con buenos resultados de ventas, seguido de su segundo trabajo Scivolando verso l'alto (1993) (“Deslizando hacia arriba”) que vende 30.000 copias. En 1994 el productor Enzo Malepasso produce su tercer trabajo Dove mi porta il cuore (“Donde me lleva el corazón”). El año siguiente llega el éxito en tierras meridionales con el álbum Passo dopo passo (“Paso a paso”); su concierto en el Palapartenope reúne a 6.000 personas.
En 1996 se publica su álbum Fuori dalla mischia (“Fuera del montón”) del que se extraen los sencillos Chiove (“Llueve”) y Anna se sposa (“Anna se casa”). El concierto del 7 de junio de 1997 en el Stadio San Paolo de Nápoles acoge a 20.000 personas en la zona llamada Curva B.
En la primavera de 1998 se publica su sexto disco titulado È stato un piacere (“Ha sido un placer”), y en abril se proyecta en las salas cinematográficas Annaré  bajo la dirección de Ninì Grassia en la que el cantante interpreta el papel protagonista (siendo además el autor de la banda sonora), junto a Fabio Testi y Orso Maria Guerrini. Annarè, en su primera semana en cartelera en la región de Campania, superó las ganancias de Titanic y "La máscara de Hierro" juntos, llegando a recaudar sólo en Nápoles alrededor de treinta millones de liras en cada una de las salas donde se proyectó.
Gracias a su encuentro con Geppino Afeltra y Pierluigi Germini, Gigi llega hasta la BMG y tendrá la oportunidad a finales de 1998 de recopilar en el álbum Tutto in un concerto (“Todo en un concierto”), los momentos más importantes de su carrera. Será su séptimo álbum y contendrá  13 temas, uno inédito, Quel che resta del mio amore (“Lo que queda de mi amor”).
En 1999 publica el disco Portami con te (“Llévame contigo”), que contiene 11 temas inéditos. Otro acontecimiento de marcada importancia será la actuación ante el presidente estadounidense Bill Clinton en la Gala del National Italian American Foundation.
La década de los años 2000
En febrero del 2000 D'Alessio participa en el Festival de Sanremo en la categoría  "Campioni" (“Campeones”) con Non dirgli mai (“Nunca le digas”), que obtiene durante meses el más alto airplay radiofónico (frecuencia con la que una canción es reproducida)  de todas las canciones que competían, mientras que el álbum que la contiene, Quando la mia vita cambierà (“Cuando mi vida cambie”) (noveno), ya es disco de oro quince días después de su salida (llegará a superar las 400.000 copias). Un álbum del que salieron muchas canciones “hits”, después del éxito del segundo single Una notte al telefono (“Una noche al teléfono”) y, en especial, de Caro Bambino Gesù (“Querido Niño Jesús”) cuyos beneficios se donan a la asociación Action Aid, promotora de la adopción a distancia. El mismo éxito tuvo la gira que, después de un comienzo europeo (Zúrich, Nuevo-Ulm, Karlsruhe, Mannheim), visita la mayor parte de las ciudades italianas durante todo el verano hasta su concierto récord  – 300.000 espectadores  - en la Plaza del Plebiscito el 19 de septiembre.
El año siguiente Tu che ne sai (“Tú que sabes”), la canción presentada en el 51º Festival de Sanremo, le lleva a alcanzar el número uno en la clasificación de los discos más vendidos con su décimo álbum Il cammino dell'età (“El camino de la edad”),  del que se extraen los temas Mon Amour (“Mi Amor”), Insieme a lei (“Junto a ella”), Parlammene dimane (“Háblame de eso mañana”), Il primo amore non si scorda mai (“El primer amor nunca se olvida”). A finales de junio en el escenario del 32° Premio Barocco Gigi conoce por primera vez a Sophia Loren a la que involucra en Reginella. El dueto alcanza un share (cuota de pantalla) de cinco millones de personas. En julio del 2002 el sencillo Miele (“Miel”) anticipa el quinto álbum para la BMG Uno come te (“Uno como tú”) publicado en septiembre. Catorce canciones nuevas, entre ellas el éxito Non mollare mai (“Nunca te rindas”), el dueto con Anna Tatangelo Un nuovo bacio (“Un nuevo beso”) y Caro Renato, escrita como homenaje a Renato Carosone, el día de su muerte. En el 2002 Gigi comienza su World tour con todas las entradas agotadas en todos sus conciertos; visita las principales ciudades de Estados Unidos , Canadá, Australia y las principales ciudades europeas. El especial de televisión, “Uno come te… in giro per il mondo” (“Uno como tú... girando por el mundo”) se retransmite en Rai Uno en mayo, en una noche que tiene delante de la televisión a más de dos millones de personas con una cuota de pantalla del 17%,  sin duda un éxito para esta franja horaria. Dos conciertos triunfales en el estadio Olímpico de Roma y en el estadio San Paolo de Nápoles cierran en junio la larga gira  “Uno come te”. En otoño llega Buona vita (“Buena vida”) el doble CD que con 22 temas vuelve a recorrer los primeros diez años de su carrera; vende medio millón de copias.
En el 2004 sale el álbum Quanti amori  (“Cuántos amores”) que obtiene el disco de diamante. Non c'è vita da buttare (“No hay vida para malgastar”) (con la guitarra de Alex Britti), Spiegame cherè (“Explícame cherè”), Napule (un extraordinario retrato a cuatro voces: D'Alessio, Sal Da Vinci, Gigi Finizio y Lucio Dalla), Liberi da noi (“Libres de nosotros”), Le mani (“Las manos”) son los canciones destacadas. Pocos días después de la puesta en venta del álbum, la editorial Mondadori publica la autobiografía Non c'è vita da buttare (“No hay vida para malgastar”).
En el 2005 D'Alessio vuelve al Festival de Sanremo con el tema L'amore che non c'è (“El amor que no hay”), a partir de entonces incluido en las nuevas publicaciones de Quanti amori,  el álbum que en apenas cuatro meses supera las 300.000 copias vendidas, logrando 12 semanas de permanencia en el Top Ten. Desde abril hasta septiembre D'Alessio está de nuevo de gira. El 30 de septiembre de 2005 una platea de 100.000 personas se reúne en Nápoles, en la Plaza del Plebiscito. La noche reúne un reparto de excepción con nombres como Claudio Baglioni, Lucio Dalla, Lee Ryan, Anna Tatangelo, Tony Tammaro, Giorgio Panariello, Anna Falchi. La retransmisión en Prime Time (horario televisivo central) en el Canale 5 del evento obtiene más de 6.500.000 telespectadores y una cuota de pantalla media del 25%. El álbum doble en directo Cuorincoro (“Corazón en coro”) recoge los momentos más emocionantes de la velada además de dos temas inéditos: M'innamorerò sempre di te (“Me enamoraré siempre de ti”) y Fino a quando scure notte (“Hasta que la noche oscurece”).
En octubre de 2006 sale el álbum titulado Made in Italy, que contiene un dueto con Lara Fabian, el cual gana tres discos de platino, un disco de diamante, el Premio Barocco y el Venice Music Awards, recibiendo el Telegatto como mejor álbum del año. Su tour mundial visita las principales ciudades de Estados Unidos, Canadá, Australia, después Bélgica, Malta, China y, por último, Francia donde debuta en el templo de la música europea, el teatro Olympia de París agotando todas las entradas. De manera sucesiva sale el DVD titulado Gigi D'Alessio - A l'Olympia Live in Paris.
En 2007 publica una nueva recopilación titulada Mi faccio in quattro (“Me parto en cuatro”) que contiene 48 grandes éxitos del cantautor y está compuesta por 4 CD: CD1 - Napoletano, CD2 - Pop, CD3 - Latino, CD4 - Ballad y 2 inéditos, Non mettermi in croce (“No me crucifiquéis”) y Bambina (“Niña”), que se adjudica el disco de platino y gana el Wind Music Awards.
En octubre de 2008 se publica su decimosexto álbum Questo sono io (“Este soy yo”). Once nuevas canciones concebidas durante su larga turné teatral, con un fuerte acento autobiográfico. Superamore  (“Superamor”) es el primer sencillo elegido, aunque hay canciones como Babbo Natale non c'è (“Papa Noel no está”), canción sobre la lejanía dedicada a su hijo de cinco años (tema de los títulos de crédito finales de No problem, película firmada por Vincenzo Salemme), y Giorni, la nueva sintonía del programa televisivo Amici de Maria De Filippi. Destacar también Male d'amore (“Mal de amores”) en la que no duda en confesar sus miedos como hombre que vive junto a una mujer muy joven y Nessuno te lo ha detto mai (“Nadie te lo ha dicho nunca”). Questo sono io también es el disco que marca el deshielo entre D'Alessio y Pino Daniele después de años de malentendidos: firma la letra y la música de Sarai (“Serás”) (un dueto con Anna Tatangelo) y acompaña con la guitarra en Addo' so' nnato ajere (“Donde nací ayer”) . El álbum Questo sono io se adjudica 5 discos de platino y el Wind Music Awards, recibido en el Arena de Verona. En 2009 publica su autobiografía que se titula Questo sono io, participa en el primer volumen del proyecto de la ONU "Capo Verde, terra d'amore" (“Cabo Verde, tierra de amor”), producido por la Sony y Lusafrica de Alberto Zeppieri, haciendo un dueto con la gran Cesaria Evora en la canción "Ricordo d'Infanzia" (“Recuerdo de infancia”) de Teofilo Chantre y Alberto Zeppieri; el 20 de junio de 2009 participa en la Corale per il popolo d'Abruzzo (“Coral por el pueblo de Abruzos”), donde realiza un dueto con Renato Zero del tema Tu sì 'na cosa grande (“Tu eres una cosa grande”) de Domenico Modugno. El 27 de noviembre se lanza Q.P.G.A, álbum de Claudio Baglioni en el que aparece el tema Due Universi (“Dos universos”) donde D'Alessio hace un dueto con Anna Tatangelo. El 18 de septiembre de 2009 publica el 'EP 6 como Sei (“Eres como eres”) (GGD/Sony Music), anticipado por el single Non riattaccare (“No cuelgues”). El 6 de noviembre inicia en el Palalottomatica de Roma una nueva gira que entre noviembre y diciembre visita varias ciudades italianas.
La década de los años 2010
El 4 de marzo de 2010 se estrena como presentador de un programa televisivo presentando en la Rai 1 su primer one man show titulado Gigi, questo sono io (“Gigi, este soy yo”). El primer programa tiene una audiencia de 5,9 millones de espectadores y un share del 25%. El 8 de junio se publica la secuela de 6 come sei, titulado Semplicemente sei (“Simplemente eres”) y que se presenta en las emisoras de radio con el sencillo Vita (“Vida”), dedicada a su hijo Andrea. Contiene además la canción Adesso basta  (“Ahora basta”) para la campaña contra el acoso escolar promovida por el Ayuntamiento de Roma, de la que D'Alessio es el embajador. Libero (“Libre”) es el segundo single extraído.
El 10 de diciembre publica junto a Anna Tatangelo y Valeria Marini el álbum 3 x te (“3 x ti”), todos los beneficios de su venta serán donados a la beneficencia. Compuesto por seis temas, el álbum vuelve a proponer dos canciones de D'Alessio, dos de Tatangelo y dos temas cantados por Valeria Marini.
El 14 de febrero de 2011 actúa en el Radio City Music Hall de Nueva York, el concierto se retransmite en Rai Uno el 4 y 11 de marzo. Durante el concierto recibe el premio "United States - Italy Friendship Award" de la National Italian American Foundation.
En 2012 participa en el 62º Festival di Sanremo con la canción Respirare (“Respirar”), que canta junto a Loredana Bertè, clasificándose en el cuarto puesto; el 15 de febrero de 2012 sale el álbum de temas inéditos Chiaro (“Claro”), que precede al single homónimo. En julio de 2012 se publica el sencillo Sono solo fatti miei (“Son sólo cosas mías”), seguido por Io sarò per te (“Yo seré para ti”). Al mismo tiempo comienza el Chiaro Tour, que recorre toda Italia. Siempre en el 2012 D'Alessio da un concierto completamente en español en Ciudad de México en los estudios Interlomas. El 18 de septiembre el concierto ve la luz como CD/DVD sólo en el mercado latino-americano con el título Primera fila. El primer sencillo extraído del álbum es Abre tus brazos, un dueto con Cristian Castro. Otro dúo del disco es con Anna Tatangelo en Un nuevo beso.
El 27 de septiembre de 2013 se publica el single Ora (“Ahora”), extraído del álbum homónimo que se publicará en noviembre, que después de pocas semanas es certificado como disco de platino por sus más de 30.000 copias vendidas y se mantiene aún en las primeras posiciones de la clasificación FIMI. El 24 y el 25 de noviembre D'Alessio presenta junto a su mujer Anna Tatangelo el programa de variedades Questi siamo noi (“Estos somos nosotros”), retransmitido por Canale 5 en dos noches, en el que participan invitados provenientes del mundo de la música como por ejemplo Modà, Alessandra Amoroso, Roberto Vecchioni y Bianca Atzei, y del mundo del espectáculo como Paolo Bonolis y Ale e Franz.
A principios de febrero del 2014 inicia el Ora World Tour, una gira por Estados Unidos y Canadá. El 27 de febrero el álbum Ora alcanza el primer puesto de la lista World Chart confeccionada por la revista estadounidense Billboard. Del 25 al 30 de junio el artista participa en las cuatro veladas del Coca Cola Summer Festival, presentando al concurso los sencillos Occhi nuovi (“Ojos nuevos”) y Ora.
El 14 de octubre de 2014 se publica Ora dal vivo (”Ahora en directo”), doble CD en directo grabado durante el Ora World Tour y que contiene 53 temas, entre ellos un popurrí de 15 temas napolitanos del viejo repertorio de Gigi y tres inéditos: Vivi (“Vive”), Una lunga sera (“Una larga noche”) y Non è vero che tutto in amore è possibile (“No es verdad que todo sea posible en amor”). El 31 de diciembre de 2014 Canale 5 le confía un especial de Fin de Año dedicado a la música, Capodanno con Gigi D'Alessio (“Fin de Año con Gigi D'Alessio”), que suma alrededor del 22% de la cuota de pantalla con 3.900.000 telespectadores. Entre los invitados Anna Tatangelo, Fedez, Francesco Renga, Gabry Ponte, Dear Jack, Biagio Izzo, Enzo Avitabile, Valerio Scanu, Bianca Atzei, Gerry Scotti, Paolo Bonolis y Michelle Hunziker.
El 23 de junio de 2015 se puso a disposición del público para la descarga digital el sencillo Malaterra (“Mala tierra”), anticipación de un álbum de nuevas versiones de clásicos napolitanos , también titulado Malaterra. Lanzado el 16 de octubre de 2015, el disco fue anticipado por los sencillos 'O sarracino (“El Sarraceno”) y Guaglione (“Chaval”), publicados respectivamente el 7 de agosto y el 9 de octubre, y que cuenta con la colaboración de artistas como Michael Thompson, Gianni Morandi, Chris Botti, Anna Tatangelo, Renato Carosone, Briga, Bianca Atzei y Dear Jack. Con estos últimos ha realizado el tema A città 'e pulecenella (“La ciudad de Polichinela”), extraído como single el 27 de noviembre de 2015.
El 31 de diciembre de 2015 D'Alessio ha sido de nuevo el protagonista del Especial de Fin de Año del Canale 5, Capodanno con Gigi D'Alessio, que se hizo en Bari. Junto a él estuvieron Anna Tatangelo, The Kolors, Bianca Atzei, Nek, Marcela Morelo y Gianluca Grignani.

## Productor y actor
Desde 2005 hasta hoy, junto a Adriano Pennino, los discos Ragazza di periferia (“Chica de periferia”), Mai dire mai (“Nunca digas nunca”), Nel mondo delle donne (“En el mundo de las mujeres”) y Progetto B (“Proyecto B”) de Anna Tatangelo; Non riesco a farti innamorare (“No consigo que te enamores” y Il mercante di stelle (“El mercader de estrellas”) de Sal Da Vinci; Prendere o lasciare (“Tomar o dejar”) y Il mio spazio nel tuo tempo (“Mi espacio en tu tiempo”) de Rosario Miraggio. Además de ser autor de numerosos temas para los intérpretes arriba citados, ha escrito canciones para Gigi Finizio, Nino D'Angelo, Franco Ricciardi, Mauro Nardi, Ida Rendano, Gianluca Capozzi y Luca Napolitano.

## Política
El 15 de mayo de 2015 en Radio Carcere en Roma se encuentra con Marco Pannella anunciando su inscripción al Partito Radicale, a los Radicali Italiani, a la Associazione Coscioni y a Nessuno Tocchi Caino junto a Pierluigi Germini (productor discográfico) y Giampiero Tramice (director de producción).

## Vida privada
Gigi D'Alessio estuvo casado desde 1986 hasta 2006 (la separación legal se produjo en junio de 2014) con Carmela Barbato con la que ha tenido tres hijos: Claudio (1986), Ilaria (1992) y Luca (2003).
Desde diciembre de 2006 convive con Anna Tatangelo, de su relación nace Andrea en 2010.

## Discografía
- 1992 - Lasciatemi cantare
- 1993 - Scivolando verso l'alto
- 1994 - Dove mi porta il cuore
- 1995 - Passo dopo passo
- 1996 - Fuori dalla mischia
- 1997 - È stato un piacere
- 1998 - Tutto in un concerto
- 1999 - Portami con te
- 2000 - Quando la mia vita cambierà
- 2001 - Il cammino dell'età
- 2001 - El camino de la edad (Versión en castellano)
- 2002 - Uno come te
- 2003 - Buona vita
- 2003 - Buona vita en castellano incluye un dueto con la cantante española Ana Torroja en la canción Un Nuevo Beso
- 2004 - Quanti amori
- 2005 - Cuorincoro
- 2006 - Made in Italy
- 2007 - Mi faccio in quattro (Álbum de grandes éxitos)
- 2008 - Questo sono io
- 2009 - 6 come sei
- 2010 - Semplicemente sei